# بلوطك خورشيد (سبيدار)
بلوطك خورشيد (بالفارسية: بلوطک خورشید) هي قرية تقع في إيران في قسم سبیدار الريفي. يقدر عدد سكانها بـ 21 نسمة بحسب إحصاء 2016.